# نهائي الدرع الخيرية 1977
نهائي الدرع الخيرية 1977 هو النهائي 55 من عمر مسابقة درع الاتحاد الإنجليزي لكرة القدم، جمعة مباراة كرة القدم السنوية بين الفائزين في دوري الدرجة الأولى وكأس الاتحاد الإنجليزي مسابقات الموسم السابق. وكانت المباراة يوم 13 أغسطس 1977 في ملعب ويمبلي، بين نادي ليفربول الذي كان قد فاز بدوري الدرجة الأولى 1976-1977، ضد مانشستر يونايتد الذي فاز بكأس الاتحاد الإنجليزي 1976-1977، لعب الفريقان وخرجا بالتعادل السلبي وتقاسما الدرع الخيريةعرص.

## التفاصيل
| نادي ليفربول | 0–0 | مانشستر يونايتد |
| ------------ | --- | --------------- |
|              |     |                 |